# المغاربة في كندا
الكنديون المغاربة هم المواطنون المقيمون في كندا ذوي الأصل أو النسب من المغرب. حسب تعداد 2006، بلغ عددهم 44.630 شخصا.

## التاريخ
بدأ المغاربة يصلون إلى كندا في منتصف عام 1960. قادمين بحثا عن عمل وحياة جديدة. بين 1962-1993 ،استقر حوالي 40.000 مغربيا في كندا. الموجة الثانية من هجرة المغاربة انطلقت في أواخر تسعينيات القرن الماضي. استقر المهاجرون المغاربة خاصة في كيبيك، ولكن هناك أيضا تجمعات محلية في تورونتو، فانكوفر وأوتاوا. العديد من المغاربة الذين يعيشون في كندا ليسوا مسجلين في القنصلية المغربية في مونتريال. لقد أصبح المغاربة في الآونة الأخيرة أكثر تنظيما مثل الطوائف الأخرى في كندا، وبدأت في تشكيل مجتمعات في جميع أنحاء البلاد. توجد اليوم ما لا يقل عن 20 منظمة المغربية في كندا.

## شخصيات مميزة
- رشيد بادوري، فكاهي
- إيمانويل الشريكي، ممثلة (أنتوراج, لا تعبث مع زوهان)
- فاي (Vaï)، رابر كندي من أصول مغربية فرنسية
- ياسين بونو، حارس مرمى مغربي مولود في مونتريال
- إيمان أنيس المعروفة باسم بوكيمان، ستريمر على تويتش ويوتيوبر
- فوزية، مغنية مغربية كندية.
- جاد المالح: كوميدي مغربي  كندي، من أصول يهودية مغربية[2]

## وصلات داخلية
- مغاربة المهجر
- علاقات مغربية كندية
- المغاربة في السويد
- مغاربة بريطانيون
- المغاربة في السويد

## هوامش
1. ↑  "Gad Elmaleh: Comedy And Identity, A Quest For Happiness". 9 يونيو 2023. مؤرشف من الأصل في 2023-10-04. اطلع عليه بتاريخ 2023-09-10.